# Труд (Ічалківський район)
Труд (рос. Труд, ерз. Труд) — селище у складі Ічалківського району Мордовії, Росія. Входить до складу Парадеєвського сільського поселення.

## Населення
Населення — 5 осіб (2010; 8 у 2002).
Національний склад (станом на 2002 рік):
- мордва — 100 %